# La vida sin ti
«La vida sin ti» es una canción grabada por la banda colombiana Piso 21. Fue presentado el 11 de mayo de 2018.

## Antecedentes y composición
La canción marca la evolución de la banda en cuanto a su popularidad, después del éxito realizado con «Te amo», «Déjala que vuelva» y «Me llamas». Además, la canción hizo presentación del lanzamiento del segundo álbum, denominado Ubuntu.
«La vida sin ti» es una canción que destaca el estilo de Piso 21. Tiene una duración de tres minutos y 14 segundos en su versión original, mientras que el videoclip dura tres minutos y 54 segundos. Fue escrita por Pablo Mejía Bermúdez (Pablo), Juan David Huertas Clavijo (El Profe), David Escobar Gallego (Dim), Juan David Castaño Montoya (Llane), y producida por Mauricio Rengifo y Andrés Torres.

## Video musical
El videoclip fue grabado en algunas regiones de Guatemala bajo la producción de 36 Grados y la dirección de Harold. Asimismo, fue lanzado el 11 de mayo de 2018 por el canal de Piso 21 en YouTube. El videoclip fue elogiado por su esencia con el título del álbum Ubuntu.

### Sinopsis
Comienza con una secuencia de imágenes de la naturaleza en Guatemala. De repente aparecen los cuatro integrantes en escenarios diferentes, donde representan a los cuatro elementos: Dim como Agua, Llane como Fuego, Pablo como Aire y Profe como Tierra. En un determinado momento, los cuatro se reúnen mientras interpretan la canción y a la vez, realizan una transición donde los cuatro aparecen en un concierto a razón de la unidad.

## Posicionamiento en listas
| Listas (2018)                        | Mejor posición |
| ------------------------------------ | -------------- |
| Argentina (Monitor Latino)           | 13             |
| Colombia (National-Report)           | 14             |
| Estados Unidos (Hot Latin Songs)     | 44             |
| Estados Unidos (Hot Latin Airplay)   | 25             |
| Estados Unidos (Hot Latin Pop Songs) | 17             |
| México Airplay (Billboard)           | 24             |